# Isogenoides zionensis
Isogenoides zionensis är en bäcksländeart som beskrevs av Paul E. Hanson 1949. Isogenoides zionensis ingår i släktet Isogenoides och familjen rovbäcksländor. Inga underarter finns listade i Catalogue of Life.